# Джон Чо
Джон Йохан Чо (англ. John Yohan Cho; *16 червня 1972) — американський актор та музикант, відомий за ролями у фільмах серії «Американський пиріг» (1999–2012) і «Гарольд і Кумар» (2004-2011). Також Чо зіграв Хікару Сулу у фільмі «Star Trek», і головну роль в телевізійному серіалі «Проблиски майбутнього».

## Особисте життя
Чо одружився з акторкою Керрі Хігучі у 2006 році. Пара має сина 2008 року народження та дочку 2013 року народження. Станом на 2015 рік, він та його родина проживають у Лос-Анджелесі, Каліфорнія. 

## Фільмографія

### Фільми
| Рік  |    | Українська назва                    | Оригінальна назва                         | Роль                                                  |
| ---- | -- | ----------------------------------- | ----------------------------------------- | ----------------------------------------------------- |
| 1997 | ф  |                                     | Shopping for Fangs                        | Кларенс                                               |
| 1997 | ф  | Хвіст крутить собакою               | Wag the Dog                               | помічник                                              |
| 1998 | ф  |                                     | Yellow                                    | Джой                                                  |
| 1999 | ф  | Краса по-американськи               | American Beauty                           | продавець                                             |
| 1999 | ф  | Американський пиріг                 | American Pie                              | Джон                                                  |
| 1999 | ф  |                                     | Bowfinger                                 | прибиральник у нічному клубі                          |
| 2000 | ф  | Флінстоуни 2: Віва Рок-Вегас        | The Flintstones in Viva Rock Vegas        | паркувальник                                          |
| 2001 | ф  | Американський пиріг 2               | American Pie 2                            | Джон                                                  |
| 2001 | ф  | Назад на землю                      | Down to Earth                             | Філ Куон                                              |
| 2001 | ф  | Еволюція                            | Evolution                                 | студент                                               |
| 2001 | ф  |                                     | Pavilion of Women                         | Фенгмо Ву                                             |
| 2002 | ф  |                                     | Better Luck Tomorrow                      | Стів                                                  |
| 2002 | ф  | Великий товстий брехун              | Big Fat Liar                              | Дасті Вонг                                            |
| 2002 | ф  | Соляріс                             | Solaris                                   | Емісар DBA                                            |
| 2003 | ф  | Американський пиріг 3: Весілля      | American Wedding                          | Джон                                                  |
| 2004 | ф  | Гарольд і Кумар відриваються        | Harold & Kumar Go to White Castle         | Гарольд Лі                                            |
| 2004 | ф  | У хорошій компанії                  | In Good Company                           | Піті                                                  |
| 2005 | ф  | Американська мрія                   | American Dreamz                           | Іттлс                                                 |
| 2006 | ф  |                                     | Bickford Shmeckler's Cool Ideas           | Боб                                                   |
| 2007 | ф  |                                     | West 32nd                                 | Джон Кім                                              |
| 2008 | ф  | Гарольд і Кумар: Втеча з Гуантанамо | Harold & Kumar Escape from Guantanamo Bay | Гарольд Лі                                            |
| 2008 | кф | Гарольд і Кумар їдуть в Амстердам   | Harold & Kumar Go to Amsterdam            | Гарольд Лі                                            |
| 2008 | ф  | Будь моїм хлопцем на 5 хвилин       | Nick and Norah's Infinite Playlist        | камео                                                 |
| 2008 | ф  |                                     | Smiley Face                               | Майк                                                  |
| 2009 | ф  | Святий Джон із Лас-Вегаса           | Saint John of Las Vegas                   | Смітті                                                |
| 2009 | ф  | Зоряний шлях                        | Star Trek                                 | Хікару Сулу                                           |
| 2011 | ф  | Шалене Різдво Гарольда і Кумара     | A Very Harold & Kumar Christmas           | Гарольд Лі                                            |
| 2012 | ф  | Американський пиріг: Знову разом    | American Reunion                          | Джон                                                  |
| 2012 | ф  | Згадати все                         | Total Recall                              | Боб МакКлейн                                          |
| 2013 | ф  | Піймай шахрайку, якщо зможеш        | Identity Thief                            | Деніел Кейсі                                          |
| 2013 | ф  | Стартрек: Відплата                  | Star Trek Into Darkness                   | Хікару Сулу                                           |
| 2013 | мф | Казка про принцесу Каґую            | かぐや姫の物語                            | середній радник Ісонокамі (голос, англійський дубляж) |
| 2015 | ф  | Бабуся                              | Grandma                                   | Чау                                                   |
| 2015 | ф  |                                     | Zipper                                    | E J                                                   |
| 2016 | ф  |                                     | Get a Job                                 | Браян Бендер                                          |
| 2016 | ф  | Стартрек: Відплата                  | Star Trek Beyond                          | Хікару Сулу                                           |
| 2017 | ф  | Колумбус                            | Columbus                                  | Джин Лі                                               |
| 2017 | ф  | Близнюки                            | Gemini                                    | Едвард Ан                                             |
| 2017 | ф  |                                     | A Happening of Monumental Proportions     | містер Рамірес                                        |
| 2017 | ф  |                                     | Literally, Right Before Aaron             | Марк                                                  |
| 2018 | ф  | Присяга                             | The Oath                                  | Пітер                                                 |
| 2018 | мф | Мірай з майбутнього                 | 未来のミライ                              | містер Ота (голос, англійський дубляж)                |
| 2018 | ф  | Пошук                               | Searching                                 | Девід Кім                                             |
| 2020 | ф  | Прокляття                           | The Grudge                                | Пітер Спенсер                                         |
| 2020 | мф | Над Місяцем                         | Over the Moon                             | Ба Ба (голос)                                         |
| 2021 | мф | Дракон бажань                       | Wish Dragon                               | Лонг (голос)                                          |
| 2022 | ф  | Не змушуй мене йти                  | Don't Make Me Go                          | Макс Парк                                             |
| 2023 | ф  | Небезпечне побачення                | Ghosted                                   | Леопард                                               |
| 2024 | ф  | Вони Слухають                       | They Listen                               | Кьортіс                                               |
| 2026 | ф  | Твоя Мати Твоя Мати Твоя Мати       | Your Mother Your Mother Your Mother       |                                                       |

### Телебачення
| Рік       |    | Українська назва       | Оригінальна назва       | Роль                                                     |
| --------- | -- | ---------------------- | ----------------------- | -------------------------------------------------------- |
| 1997      | с  |                        | The Jeff Foxworthy Show | доставщик піци (Епізод: "Twister of Fate")               |
| 1998      | с  |                        | Felicity                | Ларрі (Епізод: "The Last Stand")                         |
| 1998      | с  | Зачаровані             | Charmed                 | Марк Чао (Епізод: "Dead Man Dating")                     |
| 2001—2002 | с  |                        | Off Centre              | Чау Преслі (29 епізодів)                                 |
| 2003      | мс | Кім Всеможу            | Kim Possible            | Хіротака (голос, Епізод: "Exchange")                     |
| 2005      | с  | Доктор Хаус            | House M.D.              | Харві Парк (Епізод: "Love Hurts")                        |
| 2006      | с  | Анатомія Грей          | Grey's Anatomy          | Маршалл Стоун (Епізод: "Damage Case")                    |
| 2006—2013 | мс | Американський тато!    | American Dad!           | Вінс Чанг (голос, 4 епізоди)                             |
| 2007      | с  | Як я зустрів вашу маму | How I Met Your Mother   | Джефферсон Коутсворт (Епізод: "I'm Not That Guy")        |
| 2009—2010 | с  | Проблиски майбутнього  | FlashForward            | Демітра Ноу (23 епізоди)                                 |
| 2015      | с  | Проєкт «Мінді»         | The Mindy Project       | Big Murder (Епізод: "Lahiri Family Values")              |
| 2016      | с  | Новенька               | New Girl                | Даніель (Епізод: "Jury Duty")                            |
| 2016      | с  | Оселя брехні           | House of Lies           | Шон Чу (Епізод: "Holacracy")                             |
| 2016      | с  | Історія напідпитку     | Drunk History           | Вільям Шекспір (Епізод: "Landmarks")                     |
| 2016      | с  | Ліпсінк Батл           | Lip Sync Battle         | у ролі самого себе (Епізод: "Ben Kingsley vs. John Cho") |
| 2017      | с  |                        | The Exorcist            | Ендрю Кім (10 епізодів)                                  |
| 2019      | с  | Сутінкова зона         | The Twilight Zone       | Рафф Хенкс (Епізод: "The Wunderkind")                    |
| 2021      | с  | Ковбой Бібоп           | Cowboy Bebop            | Спайк Шпігель (10 епізодів)                              |
| 2023      | с  | Небезпечна вечірка     | The Afterparty          | «Фанкл» Улісс Чжу (2 сезон)                              |
| 2024      | с  | Симпатик               | The Sympathizer         | Джеймс Юн (2 епізоди)                                    |